# نورثروپ اچ‌ال-۱۰
نورثروپ اچ‌ال-۱۰ (به انگلیسی: Northrop HL-10) یک هواپیمای ساختِ کارخانهٔ نورثروپ در کشور ایالات متحده آمریکا است. نخستین استفاده‌کنندهٔ این هواپیما ناسا بوده‌است. این هواپیما برای نخستین بار در ۲۲ دسامبر ۱۹۶۶ میلادی مورد استفاده قرار گرفت.